# Central Fidelity Bank International 1981
Il Central Fidelity Bank International 1981 è stato un torneo di tennis giocato sul sintetico indoor. È stata la 1ª edizione del torneo, che fa parte del WTA Tour 1981. Si è giocato a Richmond negli USA dal 10 al 16 agosto 1981.

## Campionesse

### Singolare
Mary Lou Daniels ha battuto in finale  Sue Barker con il punteggio di 6–4, 6–1

### Doppio
Sue Barker /  Ann Kiyomura hanno battuto in finale  Kathy Jordan /  Anne Smith con il punteggio di 4–6, 6–7, 6–4